# Dekanat Highlands
Dekanat Highlands – jeden z 5 dekanatów rzymskokatolickiej diecezji Aberdeen w Szkocji. 
Według stanu na październik 2016 w skład dekanatu wchodziło 24 parafii rzymskokatolickich. 

## Lista parafii
Źródło:
| Lp. | Miejscowość      | Parafia                                                 | Grafika | Kościół                                                                | Adres                                        |
| --- | ---------------- | ------------------------------------------------------- | ------- | ---------------------------------------------------------------------- | -------------------------------------------- |
| 1   | Alness           | Parafia w Alness                                        |         | Kościół w Alness                                                       | Kendal Crescent IV17 0UG Alness              |
| 2   | Aviemore         | Parafia św. Aidana                                      |         | Kościół św. Aidana w Aviemore                                          | Grampian Road PH22 1PT Aviemore              |
| 3   | Beauly           | Parafia Najświętszej Maryi Panny                        |         | Kościół Najświętszej Maryi Panny w Beauly                              | High Street IV4 7AU Beauly                   |
| 4   | Brora            | Parafia Chrystusa Króla                                 |         | Kościół Chrystusa Króla w Brora                                        | Gower Street KW9 6PU Brora                   |
| 5   | Cannich          | Parafia Najświętszej Maryi Panny                        |         | Kościół Najświętszej Maryi Panny w Cannich                             | IV4 7LT Cannich                              |
| 6   | Culloden         | Parafia św. Kolumby                                     |         | Kościół św. Kolumby w Culloden                                         | Tower Road IV2 7PW Culloden                  |
| 7   | Dingwall         | Parafia św. Wawrzyńca                                   |         | Kościół św. Wawrzyńca w Dingwall                                       | Castle Street IV15 9HU Dingwall              |
| 8   | Dornie           | Parafia św. Duthaca                                     |         | Kościół św. Duthaca w Dornie                                           | Bundalloch Road IV40 8EL Dornie              |
| 9   | Dornoch          | Parafia św. Finnbara                                    |         | Kościół św. Finnbara w Dornoch                                         | Schoolhill IV25 3PF Dornoch                  |
| 10  | Eskadale         | Parafia Najświętszej Maryi Panny                        |         | Kościół Najświętszej Maryi Panny w Eskadale                            | IV4 7JR Eskadale                             |
| 11  | Fort Augustus    | Parafia św. Piotra i św. Benedykta                      |         | Kościół św. Piotra i św. Benedykta w Fort Augustus                     | Glendoe Road PH32 4BD Fort Augustus          |
| 12  | Fortrose         | Parafia św. Piotra i św. Bonifacego                     |         | Kościół św. Piotra i św. Bonifacego w Fortrose                         | Cathedral Square IV10 8TB Fortrose           |
| 13  | Grantown-on-Spey | Parafia św. Anny                                        |         | Kościół św. Anny w Grantown-on-Spey                                    | Woodlands Crescent PH26 3EN Grantown-on-Spey |
| 14  | Invergordon      | Parafia św. Józefa                                      |         | Kościół św. Józefa w Invergordon                                       | High Street IV18 0ET Invergordon             |
| 15  | Inverness        | Parafia Najświętszej Maryi Panny                        |         | Kościół Najświętszej Maryi Panny w Inverness                           | Huntly Street IV3 5PR Inverness              |
| 16  | Inverness        | Parafia św. Niniana                                     |         | Kościół św. Niniana w Inverness                                        | Culduthel Road IV2 4AN Inverness             |
| 17  | Nairn            | Parafia Najświętszej Maryi Panny                        |         | Kościół Najświętszej Maryi Panny w Nairn                               | Academy Street IV12 4RJ Nairn                |
| 18  | Poolewe          | Parafia św. Maelrubhy                                   |         | Kościół św. Maelrubhy w Poolewe                                        | St Maelrubha Close IV22 2JP Poolewe          |
| 19  | Stratherrick     | Parafia Niepokalanego Poczęcia Najświętszej Maryi Panny |         | Kościół Niepokalanego Poczęcia Najświętszej Maryi Panny w Stratherrick | Whitebridge IV2 6UL Stratherrick             |
| 20  | Tain             | Parafia św. Wincentego a Paulo                          |         | Kościół św. Wincentego a Paulo w Tain                                  | Cameron Road IV19 1NN Tain                   |
| 21  | Thurso           | Parafia św. Anny                                        |         | Kościół św. Anny w Thurso                                              | Sweyn Road KW14 7NW Thurso                   |
| 22  | Tongue           | Parafia w Tongue                                        |         | Kościół w Tongue                                                       | Talmine Village Hall IV27 4YP Tongue         |
| 23  | Ullapool         | Parafia św. Marcina z Tours                             |         | Kościół św. Marcina z Tours w Ullapool                                 | Mill Street IV26 2UN Ullapool                |
| 24  | Wick             | Parafia św. Joachima                                    |         | Kościół św. Joachima w Wick                                            | Breadalbane Terrace KW1 5AG Wick             |